# Lista de deputados federais do Rio de Janeiro - 53.ª legislatura (2007-2011)
Esta é a lista de deputados federais do estado do Rio de Janeiro para o período 2007—2010 (em abril de 2008).

## PDT
- Arnaldo Vianna, ex-prefeito de Campos dos Goytacazes
- Miro Teixeira, jornalista
- Brizola Neto, ex-vereador da cidade do Rio de Janeiro e neto do ex-governador Leonel Brizola

## PHS
- Felipe Bornier, filho do deputado Nelson Bornier

## PV
- Fernando Gabeira, jornalista e escritor

## PSDB
- Andreia Zito, filha do Prefeito de Duque de Caxias José Camilo Zito dos Santos Filho
- Otavio Leite, ex-vice-prefeito e ex-vereador da cidade do Rio de Janeiro
- Silvio Lopes, ex-prefeito de Macaé

## PR
- Senhorita Suely, ex-vereadora da cidade do Rio de Janeiro
- Neilton Mulim, ex-vereador de São Gonçalo
- Sandro Matos, ex-vereador de São João de Meriti
- Adilson Soares, ex-vereador da cidade do Rio de Janeiro

## PT
- Antonio Carlos Biscaia, suplente de Edson Santos
- Chico d'Angelo, ex-secretário de saúde de Niterói
- Carlos Santana, líder sindical
- Cida Diogo, ex-secretária de saúde,ex-vice prefeita do municipio de Volta Redonda e dep. estadual por 2 mandatosVolta Redonda
- Jorge Bittar, ex-vereador da cidade do Rio de Janeiro
- Luiz Sérgio, ex-prefeito de Angra dos Reis

## PMDB
- Alexandre Santos, empresário
- Bernardo Ariston, radialista
- Edson Ezequiel, ex-prefeito de São Gonçalo
- Eduardo Cunha, ex-presidente da TELERJ e da CEHAB
- Fernando Lopes, ex-deputado estadual
- Geraldo Pudim, o "candidato do Garotinho"
- Leonardo Picciani, filho do deputado estadual Jorge Picciani
- Marcelo Itagiba, ex-Secretário Estadual de Segurança Pública
- Nelson Bornier, ex-prefeito de Nova Iguaçu
- Solange Almeida, ex-prefeita de Rio Bonito

## PTdoB
- Vinicius Carvalho, pastor evangélico

## PSOL
- Chico Alencar, professor e ex-vereador da cidade do Rio de Janeiro

- Jean Wyllys, professor,jornalista e escritor baiano.

## DEM
- Ayrton Xerez (suplente de Arolde de Oliveira)
- Índio da Costa, ex-vereador da cidade do Rio de Janeiro
- Rodrigo Maia, filho do prefeito Cesar Maia e presidente nacional do DEM
- Rogério Lisboa, ex-vereador de Nova Iguaçu
- Solange Amaral, ex-deputada estadual

## PSC
- Deley, ex-jogador do Fluminense
- Filipe "Rio de Cara Nova", líder evangélico
- Hugo Leal, ex-presidente do DETRAN

## PPS
- Marina Maggessi, inspetora de Polícia Civil
- Leandro Sampaio, ex-prefeito de Petrópolis

## PRB
- Léo Vivas, ex-deputado estadual e pastor evangélico

## PSB
- Eduardo Lopes (suplente de Alexandre Cardoso)

## PCdoB
- Edmilson Valentim, ex-líder estudantil e representante da classe operária.

## PP
- Jair Bolsonaro, militar
- Simão Sessim, ex-prefeito de Nilópolis

## PTB
- Manoel Ferreira, pastor evangélico

## Outros
- Alexandre Cardoso (PSB), médico, licenciado do mandato.
- Arolde de Oliveira (DEM), empresário, licenciado do mandato.
- Edson Santos (PT), ex-vereador da cidade do Rio de Janeiro, licenciado do mandato.
- Dr. Paulo César (PR), suplente.